# Ann-Margret

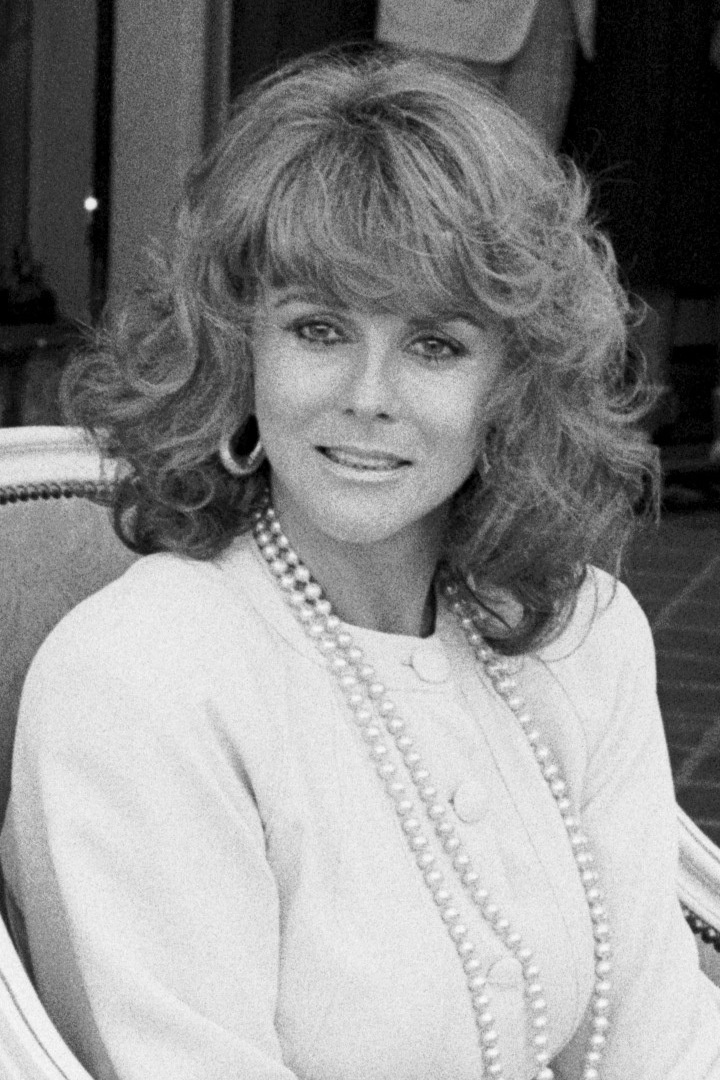
Ann-Margret (1988)

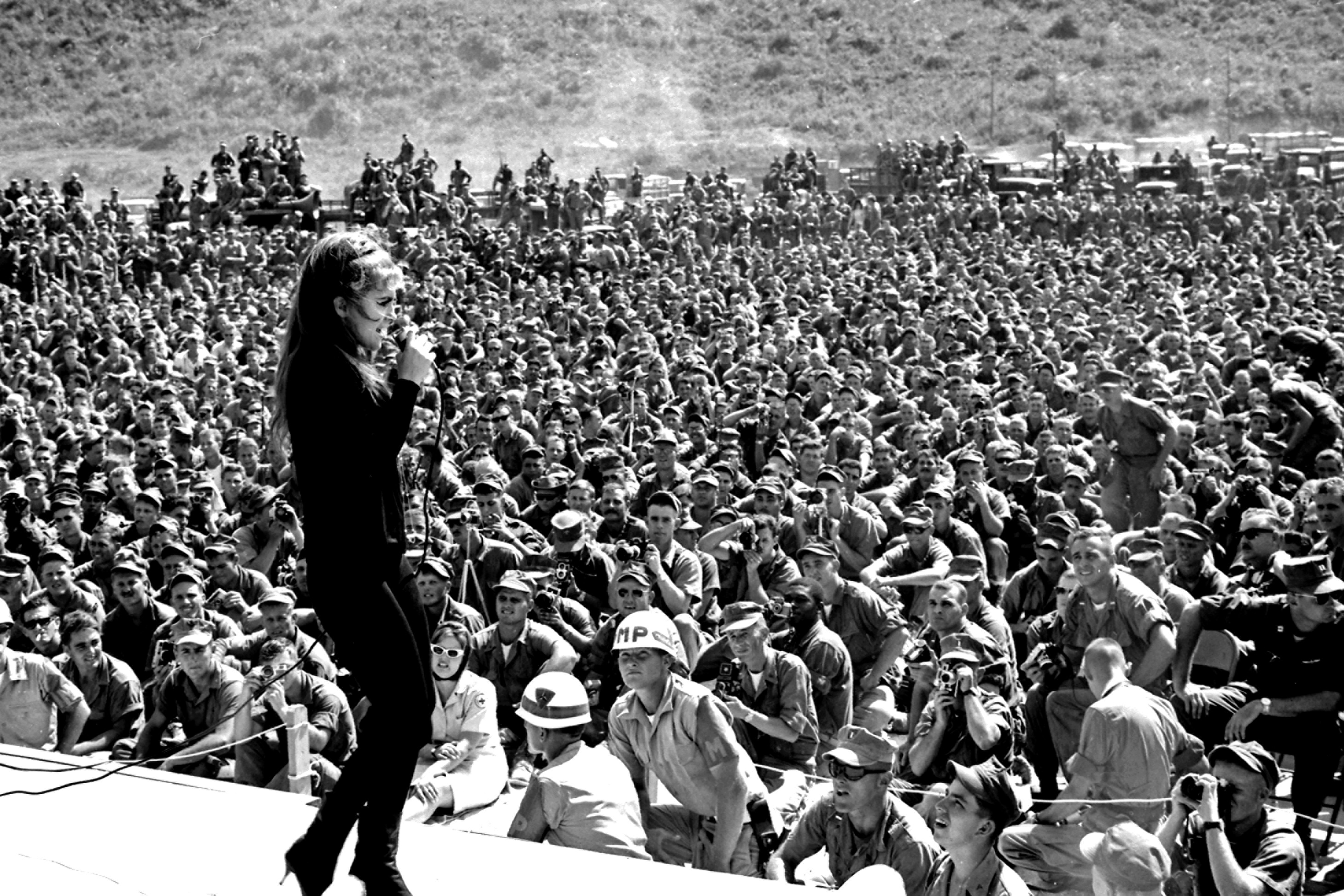
Bei einem Auftritt vor amerikanischen Truppen während des Vietnamkriegs in Đà Nẵng (1966)

Ann-Margret (* 28. April 1941 als Ann-Margret Olsson in Valsjöbyn, Gemeinde Krokom) ist eine schwedisch-amerikanische Sängerin und Schauspielerin. Sie tritt seit den 1960er-Jahren in vielen Hollywood-Produktionen auf, daneben entwickelte sie eine erfolgreiche Karriere als Unterhaltungskünstlerin in Bühnen- und Fernsehshows. Sie wurde im Laufe ihrer Karriere unter anderem mit fünf Golden Globe Awards und einem Emmy ausgezeichnet, außerdem wurde sie jeweils zweimal für den Oscar und den Grammy Award nominiert.

## Leben

### Anfänge
Ann-Margret ist das einzige Kind der schwedischen Eheleute Anna und Gustav Olsson.
Nachdem der Vater bereits einige Jahre als Elektriker in den USA gearbeitet hatte, wanderte die gesamte Familie 1946 endgültig aus und ließ sich in Illinois nieder. 1949 erhielt Ann-Margret die US-amerikanische Staatsbürgerschaft.
Schon als Kind bekam sie Unterricht in Gesang, Tanz und Klavierspiel. 1957 wurde sie während eines TV-Talentwettbewerbs von einem Manager der amerikaweit ausgestrahlten Fernsehshow The Original Amateur Hour entdeckt, der ihr zu ersten Fernsehauftritten verhalf. Mitschnitte einer Live-Musikshow führten Anfang 1959 zu ihrer ersten Plattenveröffentlichung. Zur gleichen Zeit beendete Ann-Margret die Highschool und studierte anschließend in Chicago Schauspiel. Mit zwei Kommilitonen gründete sie die Gruppe The Suttletones, die an den Wochenenden in Chicagoer Clubs, später auch in Las Vegas und Los Angeles auftrat. Ein Jahr später brach Ann-Margret ihr Studium ab, um sich voll dem Showgeschäft zu widmen.

### Showkarriere
Bei Warner Brothers unterschrieb sie ihren ersten Plattenvertrag und nahm zwei Singles und eine LP auf, die jedoch erfolglos blieben. Erfolgreicher war ihr Auftritt in einer Weihnachtssendung, der RCA Records und die 20th Century Fox veranlasste, ihr einen Platten- und einen Filmvertrag anzubieten. Während die erste RCA-Platte Lost Love noch floppte, kam im September 1961 I Just Don’t Understand unter die Top 20 der Billboard-Charts.
Ihr erster Filmauftritt in Die unteren Zehntausend brachte ihr den Golden Globe als bester weiblicher Nachwuchs-Star 1962 ein. Weitere Erfolge mit Singleplatten wollten sich jedoch nicht mehr einstellen, im Gegensatz zu den LP-Veröffentlichungen, die weiterhin gefragt waren. So entstand 1964 mit Al Hirt das Album Beauty and the Beard und mit Lee Hazlewood 1969 das Album The Cowboy & the Lady.
Auch ihr zweiter Film State Fair, eine Neuverfilmung des Musicalfilms Jahrmarkt der Liebe von 1945, war erfolgreich und so wandte sie sich mehr der Schauspielerei zu. An der Seite von Pat Boone und Bobby Darin konnte sie ihr Können von Gesang und Tanz verbinden. 1963 war sie der Star in dem Film-Musical Bye Bye Birdie, einer Persiflage auf den Rummel um Elvis Presley. Die Soundtracks beider Filme wurden zu Verkaufsschlagern. Mit Elvis Presley selbst spielte und sang Ann-Margret 1964 in dem Musikfilm Tolle Nächte in Las Vegas. Durch den kommerziellen Erfolg des Films schaffte sie es in diesem Jahr auf Platz 8 der von der US-Verlagsgesellschaft Quigley geführten Rangliste der Stars, die mit ihren Filmen die höchsten Einspielergebnisse an den Kinokassen erzielen. Ebenfalls 1964 spielte sie zusammen mit Alain Delon in dem Film Once a Thief.

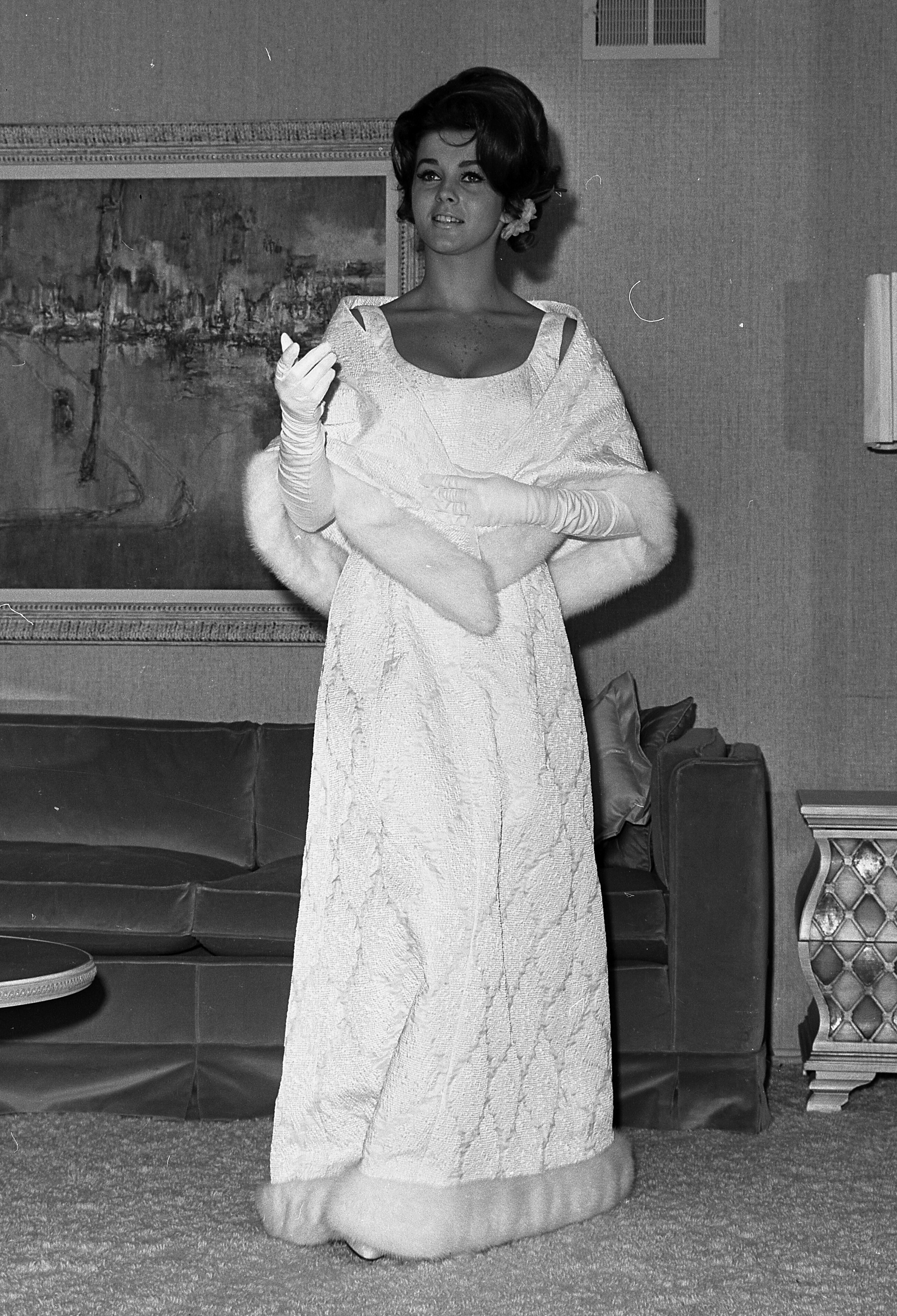
Ann-Margret in einer Robe von Jean Louis (1965)

Nach weiteren, von den Kritikern negativ bewerteten Filmen verblasste in der zweiten Hälfte der 1960er-Jahre der Ruhm. Einzig der Pokerfilm Cincinnati Kid brachte ihr 1965 Publikums- wie Kritikererfolg. Als Tiefpunkt kann der Film The Swinger aus dem Jahr 1966 angesehen werden. Film- und Plattenindustrie verloren das Interesse an ihr, es war die Zeit der neuen Hippiegeneration. 1967 veröffentlichte RCA die letzte Single mit Ann-Margret und löste danach den Plattenvertrag auf. Sie setzte ihre Karriere mit Varieté-Auftritten in Las Vegas, eigenen Fernsehshows und Filmen in Übersee fort.
Ihr Comeback in Hollywood konnte sie 1971 in einer ernsthaften und anspruchsvollen Nebenrolle in dem Film Die Kunst zu lieben an der Seite von Jack Nicholson feiern, die ihr eine Oscar-Nominierung und einen weiteren Golden Globe einbrachte.
Sie war neben ihrer Hollywoodkarriere auch eine erfolgreiche Sängerin in Las Vegas und brach bei Auftritten in Miami Zuschauerrekorde von Sammy Davis junior.
1972 erlitt sie bei einem Auftritt in Lake Tahoe einen schweren Unfall. Eine Bühnenplattform stürzte mit ihr in die Tiefe. Nur mehrere Operationen konnten ihr Gesicht wiederherstellen. Dreizehn Wochen später stand sie wieder auf der Bühne.
Sie spielte in den folgenden Jahren bei Filmen von Jacques Deray und Claude Chabrol in Frankreich und in England in der Henry-Fielding-Verfilmung Die Abenteuer des Joseph Andrews (1977) von Tony Richardson mit.
Zu ihrem vielleicht größten Erfolg wurde 1975 Tommy, die Verfilmung der Rockoper von The Who, in der sie die Mutter von Roger Daltreys Tommy spielte. Sie sang, tanzte und gewann ihren dritten Golden Globe und wurde erneut für einen Oscar als beste Hauptdarstellerin nominiert. Sie war an der Seite von Anthony Hopkins im Psychothriller Magic – Eine unheimliche Liebesgeschichte zu sehen, in der Westernkomödie Kaktus Jack mit Kirk Douglas und Arnold Schwarzenegger, und im Ehedrama Middle Age Crazy neben Bruce Dern.
Ende der 1970er-Jahre konnte Ann-Margret auch wieder auf dem Musikmarkt Fuß fassen, mit drei Singles platzierte sie sich in den Disco-Charts. Sie konnte ihre Karriere bis in das 21. Jahrhundert erfolgreich fortsetzen. In den 1980er-Jahren sah man sie in Hauptrollen neben Jon Voight, Walter Matthau, Gene Hackman, Glenda Jackson, Alan Alda und Roy Scheider. Sie spielte in Actionthrillern wie 52 Pick-up nach Elmore Leonard sowie in Familiendramen, Ehekomödien und Liebesfilmen mit. Auch als Fernsehdarstellerin wurde sie erfolgreich. Sie trat als sterbende Mutter von elf Kindern in Was wird nur aus den Kindern? auf und 1984 in der Neuverfilmung des Tennessee-Williams-Stücks Endstation Sehnsucht als Blanche DuBois. Von Kritikern wurde ihre Leistung gelobt und sie gewann erneut einen Golden Globe und war für einen Emmy nominiert.

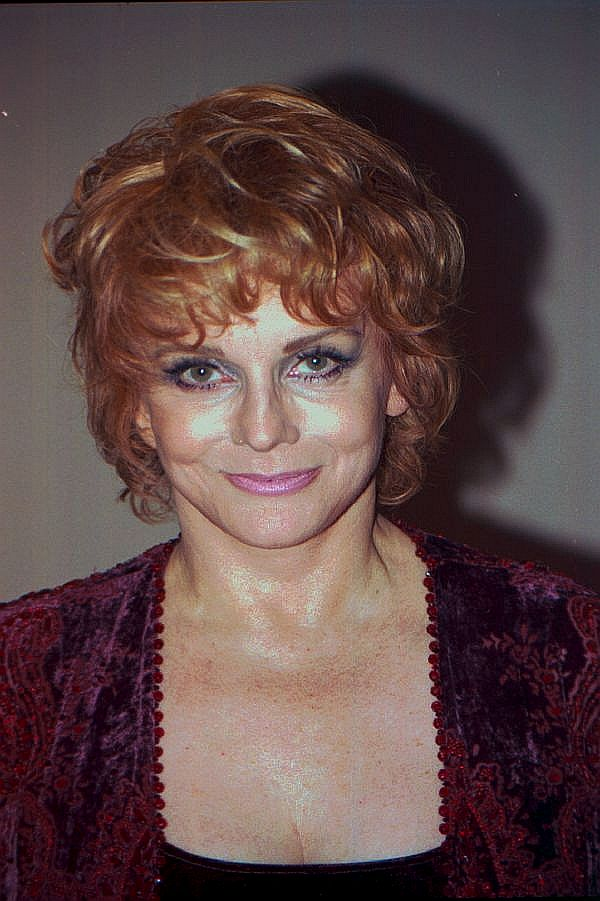
Ann-Margret (1997)

In den 1990er-Jahren spielte sie zunächst im Musical Newsies und dann im Filmklassiker Ein verrücktes Paar das Liebesobjekt von Jack Lemmon und Walter Matthau. Sie blieb eine gefragte Fernsehschauspielerin und trat weiterhin in Kinofilmen auf. So z. B. 1999 in Oliver Stones An jedem verdammten Sonntag und 2004 in der Komödie New York Taxi. 2006 sah man sie als Mutter von Jennifer Aniston in Trennung mit Hindernissen und im Tim-Allen-Film Santa Clause 3. 2010 wurde Ann-Margret für ihre Gastrolle der Rita Wills in der Fernsehserie Law & Order: Special Victims Unit mit dem Emmy ausgezeichnet. Danach sah man sie im 2011 erschienenen Film Lucky als Mutter des Hauptdarstellers Colin Hanks, im Film Papa von 2018 sowie bei Gastauftritten in den Serien The Kominsky Method (2018) und Happy!  (2019).
1995 wurde sie bei einer Umfrage des Empire Magazines auf Platz zehn der 100 attraktivsten Schauspieler der Filmgeschichte und vom Playboy in der Liste der „sexiesten Filmstars“ des Jahrhunderts auf Platz 13 gewählt. Ann-Margret hat seit 1973 einen Stern auf dem Hollywood Walk of Fame, der sich an der Adresse 6501 Hollywood Boulevard befindet. Sie wurde am 2. Dezember 2008 mit dem Nordstern-Orden ausgezeichnet, dem zweithöchsten Verdienstorden des Königreichs Schweden.

### Privatleben
Ann-Margret war vom 8. Mai 1967 bis zu dessen Tod am 4. Juni 2017 mit ihrem Schauspielerkollegen Roger Smith verheiratet. Sie hatten selbst keine Kinder zusammen, aber sie zog seine Kinder aus erster Ehe mit auf.

## Diskografie (1961–2023)
Quelle: Discogs

### Alben (1961–2023)
| Album                                              | Herausgeber          | Erscheinungsdatum |
| -------------------------------------------------- | -------------------- | ----------------- |
| And Here She Is                                    | RCA Victor           | 1961              |
| Rodgers And Hammerstein's State Fair               | Dot Records          | 1962              |
| The Vivacious One                                  | RCA                  | 1962              |
| On The Way Up                                      | RCA Victor           | 1962              |
| 3 Great Girls                                      | RCA/RCA Victor       | 1963              |
| Bachelor´s Paradise                                | RCA Victor           | 1963              |
| David Merrick Presents Hits From His Broadway Hits | RCA Victor           | 1964              |
| Beauty And The Beard                               | RCA Victor           | 1964              |
| Songs From The Swinger And Other Swingin' Songs    | RCA Victor           | 1966              |
| The Cowboy & The Lady                              | LHI Records          | 1969              |
| Dames at Sea                                       | NBC                  | 1971              |
| Ann-Margret                                        | MCA Records          | 1980              |
| Ann-Margret Volume 1                               | TNT Laser            | 1992              |
| The Best Little Whorehouse in Texas                | Fynsworth Alley      | 2001              |
| God Is Love: The Gospel Sessions                   | Art Greenhaw Records | 2002              |
| Ann-Margret's Christmas Carol Collection           | Art Greenhaw Records | 2004              |
| God Is Love: The Gospel Sessions 2                 | Art Greenhaw Records | 2011              |
| The Pleasure Seekers                               | Sony Music           | 2016              |
| Born to Be Wild                                    | Cleopatra Records    | 2023              |

### Singles & LPs (1961–1990)
| Single/LP                                       | Herausgeber                        | Erscheinungsdatum |
| ----------------------------------------------- | ---------------------------------- | ----------------- |
| I Just Don´t Understand                         | RCA Victor                         | 1961              |
| It Do Me So Good                                | RCA Victor                         | 1961              |
| Lost Love                                       | RCA Victor                         | 1961              |
| And Here She Is                                 | RCA                                | 1961              |
| Y Aqui Esta                                     | RCA Victor                         | 1961              |
| Slowly                                          | RCA Victor                         | 1962              |
| Jim Dandy                                       | RCA Victor                         | 1962              |
| What I Am Supposed To Do                        | RCA Victor                         | 1962              |
| Moon River                                      | RCA Victor                         | 1962              |
| The Vivacious One                               | RCA Victor                         | 1962              |
| Bye Bye Birdie/Take All The Kisses              | RCA Victor                         | 1963              |
| So Did I                                        | RCA Victor                         | 1963              |
| Mutual Admiration Society                       | Victor                             | 1963              |
| Open End Interview                              | Recorded Publications Laboratories | 1963              |
| Paradise/Mr. Wonderful                          | RCA Victor                         | 1963              |
| Fiebre                                          | RCA                                | 1963              |
| Someday Soon                                    | RCA Victor                         | 1964              |
| Man´s Favorite Sport                            | RCA Victor                         | 1964              |
| Beauty And The Beard                            | RCA Victor                         | 1964              |
| Asi Se Baila El "Climb"                         | RCA Victor                         | 1964              |
| Slowly/Row,Row,Row                              | RCA Victor                         | 1964              |
| Mister Kiss Kiss Bang Bang                      | RCA                                | 1966              |
| The Swinger                                     | RCA Victor                         | 1966              |
| Sweethearts in The World                        | Victor                             | 1966              |
| Sleep In The Grass/Chico                        | LHI Records                        | 1968              |
| You Turned My Head Around                       | LHI Records                        | 1968              |
| Walked On Out Of My Mind                        | LHI Records                        | 1969              |
| Victims Of The Night/The Dark End Of The Street | LHI Records                        | 1969              |
| Today                                           | AVCO Embassy                       | 1970              |
| Love Rush                                       | Ocean Ariola America               | 1970              |
| Midnight Message/What I Do To Men               | MCA Records                        | 1980              |
| Everybody Needs Somebody Sometimes              | First American                     | 1981              |
| Torn Between To Lovers/I Just Don´t Understand  | RCA Special Products               | 1985              |
| I Don´t Understand/Bye Bye Birdie               | Collectables                       | 1990              |
| Let´s Stop Kidding Each Other                   | Victor                             | Unbekannt         |
| Let Me Go, Lover/Heartbreak Hotel               | Victor                             | Unbekannt         |

### Sammelalben (1984–2018)
| Album                                                                  | Herausgeber                     | Erscheinungsdatum |
| ---------------------------------------------------------------------- | ------------------------------- | ----------------- |
| The Many Moods Of Ann-Margret                                          | Raven Records                   | 1984              |
| Hits And Rarities                                                      | Teenager Records                | 1990              |
| Hits And Rarities Volume 2                                             | Teenager Records                | 1992              |
| Lovely Ann-Margret - Hits And Rarities                                 | Marginal Records                | 1995              |
| Let Me Entertain You                                                   | RCA                             | 1996              |
| Ann-Margret 1961–1966                                                  | Bear Family Records             | 1998              |
| The Very Best Of Ann-Margret                                           | RCA                             | 2001              |
| Bachelors' Paradise/On The Way Up                                      | Collectables                    | 2002              |
| Viva La Vivacious: The Best Of The RCA Years                           | Sanctuary Records, Castle Music | 2004              |
| And Here She Is Again                                                  | Jasmine Records                 | 2014              |
| The Essential Ann-Margret                                              | RCA, Legacy                     | 2016              |
| The Definitive Collection                                              | Real Gone Music                 | 2017              |
| The Essential Recordings                                               | Primo                           | 2017              |
| Songs From The Swinger And Other Swingin' Songs                        | Cherry Red                      | 2017              |
| The Cowboy & The Lady / Forty / Requiem For An Almost Lady / Demos '69 | Light In The Attic              | 2017              |
| And Here She Is                                                        | Jackpot Records                 | 2018              |

## Filmografie
- 1961: Die unteren Zehntausend (Pocketful of Miracles)
- 1961: Texas-Show (State fair)
- 1963: Bye Bye Birdie
- 1964: Tolle Nächte in Las Vegas (Viva Las Vegas)
- 1964: Das Mädchen mit der Peitsche (Kitten with a Whip)
- 1964: Drei Mädchen in Madrid (The Pleasure Seekers)
- 1964: Widersteh, wenn Du kannst (Bus Riley’s Back in Town)
- 1965: Millionenraub in San Francisco (Once a Thief)
- 1965: Cincinnati Kid (The Cincinnati Kid)
- 1965: Paris ist voller Liebe (Made in Paris)
- 1965: San Fernando (Stagecoach)
- 1966: The Swinger
- 1966: Die Mörder stehen Schlange (Murderers’ Row)
- 1968: Heißes Spiel für harte Männer (El crimen tambien juega)
- 1970: Kampf den Talaren (R.P.M.)
- 1970: Höllenengel und Company (C.C. & Company)
- 1971: Die Kunst zu lieben (Carnal Knowledge)
- 1972: Brutale Schatten (Un homme est mort)
- 1972: Dreckiges Gold (The Train Robbers)
- 1975: Tommy (Tommy)
- 1976: Die verrückten Reichen (Folies bourgeoises)
- 1976: Die Abenteuer des Joseph Andrews (Joseph Andrews)
- 1977: Drei Fremdenlegionäre (The Last Remake of Beau Geste)
- 1978: Magic – Eine unheimliche Liebesgeschichte (Magic)
- 1978: Der Schmalspurschnüffler (The Cheap Detective)
- 1979: Kaktus Jack (The Villain)
- 1980: Middle Age Crazy
- 1982: Eigentlich wollte ich zum Film (I Ought to Be in Pictures)
- 1982: Schatten der Vergangenheit (The Return of the Soldier)
- 1983: Zwei in der Tinte (Looking to Get Out)
- 1983: Was wird nur aus den Kindern? (Who Will Love My Children)
- 1984: Endstation Sehnsucht (A Streetcar Named Desire, Fernsehfilm)
- 1985: Zweimal im Leben (Twice in a Lifetime)
- 1986: 52 Pick-Up
- 1987: Society (The Two Mrs. Grenvilles)
- 1987: Tiger’s Tale – Ein Tiger auf dem Kissen (Tiger’s Tale)
- 1988: Morgen fängt das Leben an (A New Life)
- 1991: Laß mich nicht alleine, Mutter (Our Sons)
- 1992: Newsies – Die Zeitungsjungen (Newsies)
- 1993: Ein verrücktes Paar – Alt verkracht und frisch verliebt (Grumpy Old Men)
- 1993: Queen (Fernsehserie)
- 1994: Scarlett (Miniserie)
- 1994: Land der verlorenen Kinder (Nobody’s Children)
- 1994: Nashville – Wendepunkt des Lebens (Following Her Heart)
- 1995: Der dritte Frühling – Freunde, Feinde, Fisch & Frauen (Grumpier Old Men)
- 1996: Blue Rodeo (Blue Rodeo)
- 1996: Verführung zum Mord (Seduced By Madness)
- 1998: Die Seele der Partei – Die Pamela Harriman Story (Life of the Party: The Pamela Harriman Story)
- 1999: Kill And Smile (Happy Face Murders)
- 1999: Letzte Ausfahrt Hollywood (The Last Producer)
- 1999: An jedem verdammten Sonntag (Any Given Sunday)
- 2000: Es geschah in Boulder (Perfect Murder, Perfect Town)
- 2000: Das zehnte Königreich (The 10th Kingdom)
- 2002:The Interstate 60
- 2004: New York Taxi (Taxi)
- 2006: Trennung mit Hindernissen (The Break-Up)
- 2006: Memory – Wenn Gedanken töten (Memory)
- 2006: Santa Clause 3 – Eine frostige Bescherung (The Santa Clause 3: The Escape Clause)
- 2008: Das Mädchen mit dem Diamantohrring (The Loss of a Teardrop Diamond)
- 2009: Old Dogs – Daddy oder Deal (Old Dogs)
- 2010: Law & Order: Special Victims Unit (Fernsehserie, Folge: Bedtime)
- 2010: CSI: Den Tätern auf der Spur (CSI: Vegas, Fernsehserie, Folge: Wer ist Sqweegel)
- 2011: Lucky
- 2014: Ray Donovan (Fernsehserie, 2 Folgen)
- 2017: Abgang mit Stil (Going in Style)
- 2018: The Kominsky Method (Fernsehserie, 2 Folgen)
- 2019: Happy! (Fernsehserie, 2 Folgen)
- 2021: Queen Bees – Im Herzen jung (Queen Bees)
- 2022: A Holiday Spectacular (Fernsehfilm)

## Auszeichnungen und Nominierungen
| Jahr | Auszeichnung                                          | Kategorie | Werk                                                                                            | Ergebnis    |
| ---- | ----------------------------------------------------- | --- | ----------------------------------------------------------------------------------------------- | ----------- |
| 1962 | Grammy Award                                          | Bester neuer Künstler |                                                                                                 | Nominiert   |
| 1962 | Laurel Awards                                         | Beste Nachwuchsdarstellerin |                                                                                                 | Gewonnen    |
| 1962 | Golden Globe                                          | Beste Newcomerin des Jahres | Die unteren Zehntausend (Pocketful of Miracles)                                                 | Gewonnen    |
| 1963 | Laurel Awards                                         | Beste Hauptdarstellerin in einem Musical | Texas-Show (State fair)                                                                         | Gewonnen    |
| 1963 | Laurel Awards                                         | Bester weiblicher Star |                                                                                                 | Nominiert   |
| 1963 | Photoplay Awards                                      | Vielversprechendster neuer Star (weiblich) |                                                                                                 | Nominiert   |
| 1964 | Laurel Awards                                         | Beste Hauptdarstellerin in einer Komödie | Bye Bye Birdie                                                                                  | Gewonnen    |
| 1964 | Laurel Awards                                         | Bester weiblicher Star |                                                                                                 | Nominiert   |
| 1964 | Golden Globe                                          | Beste Hauptdarstellerin - Musical/Komödie | Bye Bye Birdie                                                                                  | Nominiert   |
| 1965 | Photoplay Award                                       | Populärster weiblicher Star |                                                                                                 | Gewonnen    |
| 1965 | Laurel Awards                                         | Beste Hauptdarstellerin in einem Musical | Tolle Nächte in Las Vegas (Viva Las Vegas)                                                      | Nominiert   |
| 1966 | Laurel Awards                                         | Beste Hauptdarstellerin in einem Musical | Paris ist voller Liebe (Made in Paris)                                                          | Nominiert   |
| 1967 | Laurel Awards                                         | Bester weiblicher Star |                                                                                                 | Nominiert   |
| 1971 | New York Film Critics Circle Award                    | Beste Nebendarstellerin | Die Kunst zu lieben (Carnal Knowledge)                                                          | Nominiert   |
| 1972 | Academy Award                                         | Beste Nebendarstellerin | Die Kunst zu lieben (Carnal Knowledge)                                                          | Nominiert   |
| 1972 | Golden Globe                                          | Beste Nebendarstellerin | Die Kunst zu lieben (Carnal Knowledge)                                                          | Gewonnen    |
| 1972 | Photoplay Awards                                      | Beliebtester weiblicher Star |                                                                                                 | Gewonnen    |
| 1975 | Photoplay Awards                                      | Beliebtester weiblicher Star |                                                                                                 | Nominiert   |
| 1976 | Golden Globe                                          | Beste Hauptdarstellerin - Musical/Komödie | Tommy                                                                                           | Gewonnen    |
| 1976 | Academy Award                                         | Beste Hauptdarstellerin | Tommy                                                                                           | Nominiert   |
| 1977 | Photoplay Awards                                      | Attraktivste Frau |                                                                                                 | Nominiert   |
| 1978 | Golden Globe                                          | Beste Nebendarstellerin | Die Abenteuer des Joseph Andrews (Joseph Andrews)                                               | Nominiert   |
| 1978 | Photoplay Awards                                      | Beliebtester weiblicher Filmstar |                                                                                                 | Nominiert   |
| 1978 | Photoplay Awards                                      | Attraktivste Frau |                                                                                                 | Nominiert   |
| 1979 | Saturn Award                                          | Beste Schauspielerin | Magic-Eine unheimliche Liebesgeschichte (Magic)                                                 | Nominiert   |
| 1979 | Photoplay Awards                                      | Attraktivste Frau |                                                                                                 | Nominiert   |
| 1981 | Genie Award                                           | Beste Leistung einer ausländischen Schauspielerin | Middle Age Crazy                                                                                | Nominiert   |
| 1983 | Emmy                                                  | Beste Hauptdarstellerin-Miniserie oder Fernsehfilm | Was wird nur aus den Kindern? (Who Will Love My Children?)                                      | Nominiert   |
| 1983 | Golden Apple Award                                    | Weiblicher Star des Jahres |                                                                                                 | Gewonnen    |
| 1984 | Emmy                                                  | Beste Hauptdarstellerin-Miniserie oder Fernsehfilm | Endstation Sehnsucht (A Streetcar Named Desire)                                                 | Nominiert   |
| 1984 | Golden Globe                                          | Beste Hauptdarstellerin-Miniserie oder Fernsehfilm | Was wird nur aus den Kindern? (Who Will Love My Children?)                                      | Gewonnen    |
| 1985 | Golden Globe                                          | Beste Hauptdarstellerin-Miniserie oder Fernsehfilm | Endstation Sehnsucht (A Streetcar Named Desire)                                                 | Gewonnen    |
| 1987 | Emmy                                                  | Beste Hauptdarstellerin-Miniserie oder Fernsehfilm | Die Grenville-Tragödie (The Two Mrs. Grenvilles)                                                | Nominiert   |
| 1987 | Women in Film Crystal Award                           | Dieser Preis wird für herausragende Frauen überreicht, die durch ihre Arbeit dazu beigetragen haben, die Rolle von Frauen in der Unterhaltungsbranche zu stärken und auszubauen                        |                                                                                                 | Empfängerin |
| 1988 | Golden Globe                                          | Beste Hauptdarstellerin-Miniserie oder Fernsehfilm | Die Grenville-Tragödie (The Two Mrs. Grenvilles)                                                | Nominiert   |
| 1988 | Nordstern-Orden (Kommandeur)                          | Dieser Orden ist der zweithöchste Verdienstorden des Königreichs Schweden, er wird an Ausländer und staatenlose verliehen, die sich persönlich für Schweden und schwedische Interesse eingesetzt haben |                                                                                                 | Empfängerin |
| 1993 | Emmy                                                  | Beste Hauptdarstellerin-Miniserie oder Fernsehfilm | Queen (Queen: The Story of an American Family)                                                  | Nominiert   |
| 1994 | Golden Globe                                          | Beste Hauptdarstellerin-Miniserie oder Fernsehfilm | Queen (Queen: The Story of an American Family)                                                  | Nominiert   |
| 1999 | Emmy                                                  | Beste Hauptdarstellerin-Miniserie oder Fernsehfilm | Die Seele der Partei – Die Pamela Harriman Story (Life of the Party: The Pamela Harriman Story) | Nominiert   |
| 1999 | Golden Globe                                          | Beste Hauptdarstellerin-Miniserie oder Fernsehfilm | Die Seele der Partei – Die Pamela Harriman Story (Life of the Party: The Pamela Harriman Story) | Nominiert   |
| 1999 | Screen Actors Guild Award                             | Beste Hauptdarstellerin-Miniserie oder Fernsehfilm | Die Seele der Partei – Die Pamela Harriman Story (Life of the Party: The Pamela Harriman Story) | Nominiert   |
| 2001 | Grammy Award                                          | Best Southern, Country, or Bluegrass Gospel Album | God is Love: The Gospel Sessions                                                                | Nominiert   |
| 2002 | GMA Dove Award                                        | Best Country Album | God is Love: The Gospel Sessions                                                                | Nominiert   |
| 2005 | CineVegas International Film Festival                 | Centennial Award |                                                                                                 | Gewonnen    |
| 2006 | Golden Boot Award                                     | |                                                                                                 | Empfängerin |
| 2010 | Emmy                                                  | Beste Gastdarstellerin in einer Drama-Serie | Law & Order: SVU                                                                                | Gewonnen    |
| 2013 | Ft. Lauderdale International Film Festival            | Lebenswerk-Award |                                                                                                 | Empfängerin |
| 2019 | Online Film & Television Association Television Award | Beste Gastdarstellerin in einer Comedy-Serie | The Kominsky Method                                                                             | Nominiert   |